# Felix Rellstab
Felix Rellstab (* 14. Juli 1924 in Wädenswil; † 11. März 1999 in Schönenberg ZH) war ein Schweizer Schauspieler und Theaterintendant.

## Leben und Wirken
Felix Rellstab absolvierte von 1946 bis 1948 eine Ausbildung zum Schauspieler und Regisseur am Bühnenstudio Zürich und am Schauspielhaus Zürich. Zwischen 1948 und 1950 war er als Dramaturg, Regieassistent und Schauspieler am Schauspielhaus Zürich tätig. 1951 wurde Rellstab künstlerischer Leiter des Kleinen Theaters Zürich und führte Regie bei Freilichtspielen, Volks- und Studententheatern. Neben seiner künstlerischen Arbeit studierte Rellstab ab 1953 Philosophie und absolvierte eine Ausbildung in Logopädie. Bereits während des Studiums begann seine pädagogische Tätigkeit als Sprecherzieher und Stimmbildner. Ab 1959 trat er auch als Referent und Dozent für Theorie und Grundlagen des Theaterspiels in Erscheinung.
1966 war er Gründungsmitglied des Theaters am Neumarkt Zürich und blieb bis 1971 dessen Intendant. Von 1960 bis 1991 leitete Felix Rellstab das Bühnenstudio Zürich, das 1972 unter seiner Direktion in Schauspiel-Akademie Zürich umbenannt wurde (Zürcher Hochschule der Künste). Als Mitbegründer der SADS – Schweizerische Arbeitsgemeinschaft für das darstellende Spiel in der Schule, deren Präsident er von 1982 bis 1986 war, setzte Rellstab einen wichtigen Grundstein für seine Laufbahn als einer der wichtigsten Schauspielpädagogen im deutschen Sprachraum. 1979 gründete er das „Theaters im Schulhaus“, dessen Leitung er 1985 übernahm. Er wurde 1987 Mitbegründer und Präsident des Trägervereins sowie Vizepräsident des Kinder- und Jugendtheaters Zürich (Kitz – Junges Theater Zürich), sowie auch Präsident des wiedergegründeten Centre Suisse ITI. In Felix Rellstabs Direktionszeit der Schauspiel-Akademie Zürich und des Theaters am Neumarkt fielen wichtige Inszenierungen, Neuübersetzungen, Ur-, deutschsprachige oder schweizerische Erstaufführungen. Daneben wirkte Rellstab gelegentlich als Schauspieler für Bühne, Fernsehen und Film, unter anderem 1998 in Fredi Murers Film Vollmond und 1998 in der Uraufführung von Theresia Walsers King Kongs Töchter am Theater Neumarkt.
Ab 1990 begann Felix Rellstab eine umfangreiche Workshopreihe unter anderem in Deutschland, Italien, Rumänien, Burkina Faso, Kamerun und Korea. Als Projektleiter für umfangreiche theaterpädagogische Strukturen im In- und Ausland, Leiter und Jurymitglied von Autorenwerkstätten (unter anderen Boswil) sowie Autor und Herausgeber der Reihe schau-spiel, des Stanislawski-Buchs 1976, des vierbändigen Handbuchs Theaterspielen und Verfasser international beachteter Standortbestimmungen wie Über die Phantasie des Schauspielers 1964, Über die Theorie der Darstellung in der Ausbildung zum Schauspieler 1985, Künstlerische Animation – Funktion und Ausbildung 1987, Die doppelte Realität des Schauspielers 1990, Theorie des Theaterspiels nach Stanislawski und Brecht 1992 machte er sich über die Grenzen Europas hinaus einen Namen als Schauspielpädagoge.
Rellstab wurde auf dem Friedhof Nordheim beigesetzt.
Er war ein Bruder der Malerin Regula Rellstab und verheiratet mit der Publizistin Ursula Rellstab-Haller. Gemeinsame Tochter ist die ehemalige Schauspielerin Barbara Rellstab.

## Auszeichnungen
- 1992 Kulturpreis der Stadt Zürich